# .mw
.mw ist die länderspezifische Top-Level-Domain (ccTLD) des Staates  Malawi. Sie wurde am 3. Januar 1997 eingeführt und wird vom Malawi Sustainable Development Network Programme verwaltet.

## Eigenschaften
Domains dürfen zwischen einem und 63 Zeichen lang sein und werden ausschließlich auf zweiter Ebene vergeben. Adressen wie .de.mw stellen keine offiziellen Second-Level-Domains dar, sie werden privat gehandelt. Im internationalen Vergleich spielt .mw eine untergeordnete Rolle.